# Vesaignes-sur-Marne
Vesaignes-sur-Marne é uma comuna francesa na região administrativa da Champanha-Ardenas, no departamento de Haute-Marne. Estende-se por uma área de 8,45 km². Em 2010 a comuna tinha 105 habitantes (densidade: 12,4 hab./km²).